# تیساواش‌واری
تیساواش‌واری (به مجاری: Tiszavasvári) در سابولچ-ساتمار-برگ در کشور مجارستان واقع شده‌است. جمعیت این شهر ۱۳٫۳۲۹ نفر  است.

## خواهرخواندگی با اردبیل
در تاریخ ۱۸ اکتبر ۲۰۱۱ شهر تیساواش‌واری و اردبیل با عقد پیمانی به خواهر خواندگی هم در آمدند.